# 特倫欽城堡

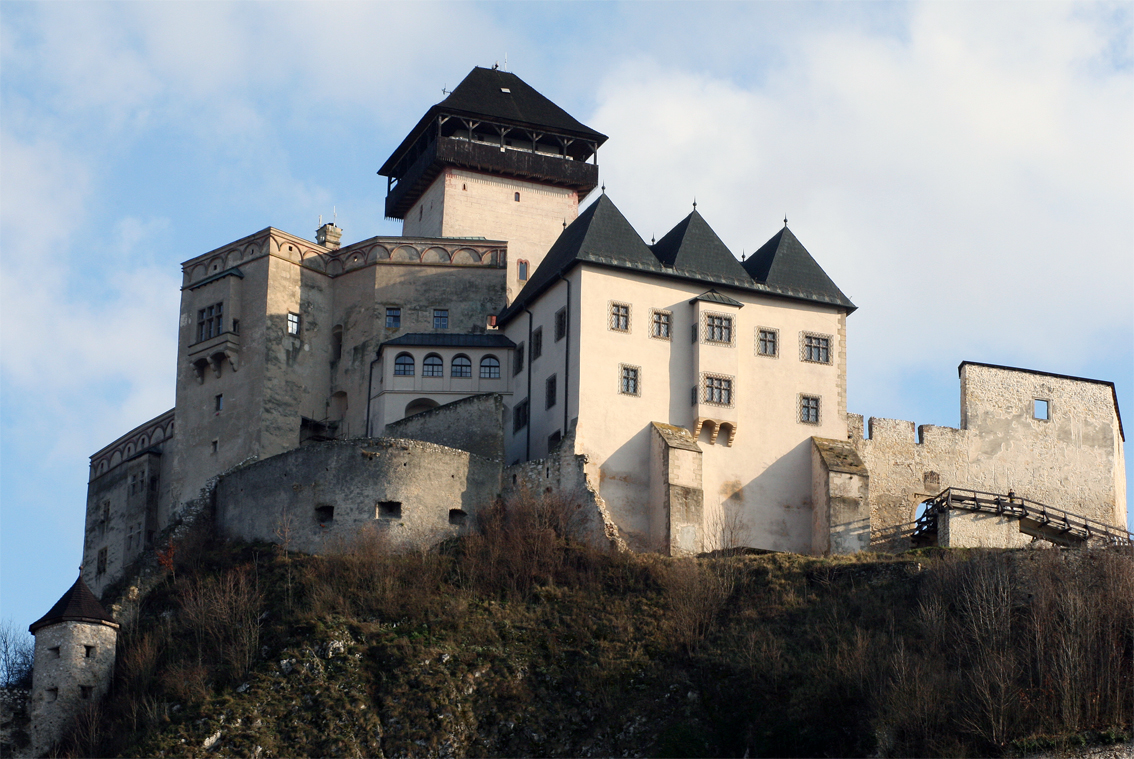
特倫欽城堡

特倫欽城堡是位於斯洛伐克城市特倫欽的一座城堡。特倫欽城堡的歷史可以追溯至羅馬帝國時期。

## 外部連結
- Short description
- Slovak heritage page （页面存档备份，存于）

48°53′39″N 18°02′41″E / 48.89417°N 18.04472°E